# Panicum hirstii
Panicum hirstii är en gräsart som beskrevs av Jason Richard Swallen. Panicum hirstii ingår i släktet vipphirser, och familjen gräs. Inga underarter finns listade i Catalogue of Life.